# Najstarsza Synagoga w Ząbkowicach Śląskich
Najstarsza Synagoga w Ząbkowicach Śląskich – nieistniejąca, pierwsza synagoga znajdująca się w Ząbkowicach Śląskich, przy Judengasse, tzw. Zaułku Żydowskim.
Synagoga została zbudowana na początku XV wieku. W 1508 roku synagoga została doszczętnie zniszczona, a w 1514 roku doszło do wypędzenia Żydów z miasta. Nigdy już nie została odbudowana.